# 김정현 (2000년)
김정현(한국 한자: 金貞現, 2000년 6월 9일 ~ )은 대한민국의 축구선수이다. 포지션은 미드필더이다.